# Gordon Gano
Gordon Gano (nascido a 7 de Junho de 1963) é o vocalista e guitarrista da banda norte-americana Violent Femmes.

## Primeiros anos
Gano nasceu e cresceu em Milwaukee, Wisconsin. O seu pai tocava guitarra e expôs o seu filho a um vasto leque de géneros musicais, incluindo country, show tunes e gospel. As notas da compilação da banda Permanent Record descreve Gano como "um devoto Baptista".
Após terminar o ensino secundário, Gano trabalhou por algum tempo como vendedor de enciclopédias.

## Carreira

### Violent Femmes
Gano formou os Violent Femmes em Milwaukee em 1980, juntamente com o baixista Brian Ritchie e o baterista Victor DeLorenzo. Depressa criaram um grupo de seguidores graças a canções como "Blister in the Sun", "Kiss Off" e "Add It Up" (todas do seu álbum homónimo de estreia). A banda experimentou uma variedade de sons ao longo da sua carreira, como o country (Hallowed Ground) e o pop-rock (The Blind Leading the Naked). O grupo separou-se brevemente em 1987, mas voltou a juntar-se e continuaram a actuar até 2009, ano em que encerram a sua actividade. Em 2013 voltaram a juntar-se e assim se mantêm até hoje.

### Solo
Durante um hiato dos Violent Femmes nos finais da década de 1980, Gano formou um grupo de gospel chamado "The Mercy Seat" com vocalista Zena Von Heppinstall, baixista Patrice Moran e o baterista Fernando Menendez. O grupo lançou o álbum "Don Moen"em 1987 pela Slash Records.
Gano lançou o seu primeiro álbum a solo em 2002, intitulado Hitting the Ground.
Ele fez um dueto (cantando em português) com Manuel Cruz, o vocalista da banda rock portuguesa Ornatos Violeta na canção Capitão Romance para o segundo e último álbum da banda antes da sua separação, O Monstro Precisa de Amigos em 1999. Gano também tocou violino no álbum de Ben Vaughn Dressed in Black, de 1990.
Actualmente, Gano está a escrever, gravar e actuar com ex-membros dos The Bogmen, Billy e Brendan Ryan, sob o nome GanoRyan.

### Televisão
Gano fez de Mr. Zank, o primeiro de muitos professores substitutos de matemática, num episódio de The Adventures of Pete & Pete, intitulado "X=Why?".

## Na cultura popular
Gano é mencionado na novela The Time Traveler's Wife de Audrey Niffenegger.

## Notes
1. ↑  «Band Bios: Gordon Gano». Consultado em 20 de agosto de 2007. Arquivado do original em 3 de julho de 2007
2. ↑  Masino, Susan (2003). Famous Wisconsin Musicians. [S.l.]: Badger Books LLC. p. 164. ISBN 1878569880
3. ↑  «Gordon Gano's Side Projects». Consultado em 22 de agosto de 2007. Arquivado do original em 27 de setembro de 2007
4. ↑  Bogdanov, Chris Woodstra, Stephen Thomas Erlewine
Summary, Vladimir. All Music Guide to Country: The Definitive Guide to Country Music. [S.l.]: Erlewine. p. 783. ISBN 0879307609 line feed character character in |último= at position 50 (ajuda)
5. ↑  p.156